# Divisione Nazionale A 1937
La Divisione Nazionale A 1937 è stata la 21ª edizione della massima serie del campionato italiano maschile di pallanuoto.

## Calendario e risultati
Nota: a partire dal girone di ritorno il Libertas cambia denominazione in Cavagnaro. In grassetto le partite giocate in altra data.
| andata       | 1ª giornata          | ritorno      |
| 27 giu. 1937 |                      | 15 ago. 1937 |
| 11-0         | Florentia-Albarese   | 8-1          |
| 3-0          | Milano-Libertas      | 2-2          |
| 4-0          | A. Doria-Camogli     | 0-3          |
| 4-0          | Napoli-Nicola Mameli | 4-0          |

| andata       | 4ª giornata        | ritorno      |
| 18 lug. 1937 |                    | 29 ago. 1937 |
| 2-1          | Napoli-Camogli     | 1-3          |
| 8-0          | Milano-Albarese    | 6-1          |
| -            | Florentia-Libertas | 3-0          |
| 0-2          | A. Doria-Mameli    | 0-0          |

| andata      | 7ª giornata       | ritorno     |
| 8 ago. 1937 |                   | 3 ott. 1937 |
| -           | Milano-Camogli    | 0-1         |
| 5-0         | Florentia-Mameli  | 6-0         |
| 0-4         | Albarese-Napoli   | 0-10        |
| 1-0         | Libertas-A. Doria | 3-1         |

| andata       | 2ª giornata      | ritorno      |
| 29 giu. 1937 |                  | 16 ago. 1937 |
| 1-5          | Napoli-Florentia | 2-2          |
| 3-1          | Camogli-Libertas | 0-0          |
| 2-0          | Milano-A. Doria  | 5-0          |
| 0-0          | Albarese-Mameli  | 0-0          |

| andata       | 5ª giornata       | ritorno      |
| 25 lug. 1937 |                   | 19 set. 1937 |
| 0-6          | A. Doria-Napoli   | 0-7          |
| 0-1          | Mameli-Camogli    | 0-2          |
| 5-0          | Florentia-Milano  | 5-1          |
| 5-1          | Libertas-Albarese | 0-0          |

| andata       | 3ª giornata       | ritorno      |
| 11 lug. 1937 |                   | 22 ago. 1937 |
| 2-0          | Camogli-Florentia | 1-7          |
| 1-0          | Albarese-A. Doria | 1-2          |
| 1-4          | Libertas-Napoli   | 0-4          |
| 1-2          | Mameli-Milano     | 1-2          |

| andata       | 6ª giornata        | ritorno      |
| 1º ago. 1937 |                    | 26 set. 1937 |
| 3-1          | Napoli-Milano      | 3-0          |
| 5-0          | Florentia-A. Doria | 8-0          |
| 4-0          | Camogli-Albarese   | 4-0          |
| 0-1          | Mameli-Libertas    | 0-2          |

## Classifica finale
|  |    | Classifica finale 1937 | Pt | G  | V  | N | P  | GF | GS |
|  | -- | ---------------------- | -- | -- | -- | - | -- | -- | -- |
|  | 1. | Florentia              | 25 | 14 | 12 | 1 | 1  | 73 | 8  |
|  | 2. | Napoli                 | 23 | 14 | 11 | 1 | 2  | 55 | 13 |
|  | 3. | Camogli                | 21 | 14 | 10 | 1 | 3  | 31 | 15 |
|  | 4. | Milano                 | 17 | 14 | 8  | 1 | 5  | 36 | 23 |
|  | 5. | Cavagnaro              | 13 | 14 | 5  | 3 | 6  | 16 | 24 |
|  | 6. | Mameli                 | 5  | 14 | 1  | 3 | 10 | 4  | 29 |
|  | 7. | Albarese               | 5  | 14 | 1  | 3 | 10 | 5  | 62 |
|  | 8. | Andrea Doria           | 3  | 14 | 1  | 1 | 12 | 3  | 39 |

## Verdetti
- Florentia Campione d'Italia 1937
- Andrea Doria retrocessa in Divisione Nazionale B 1938